# سید ابراهیم میرغفاری
سیدابراهیم میرغفاری مریائی (۱۳۲۱–۱۴۰۰) معروف به ابراهیم میرغفاری نماینده مردم تالش در سومین دوره مجلس شورای اسلامی بود.
سید ابراهیم میرغفاری در ۲۸ بهمن ۱۳۲۱ در هشتپر به دنیا آمد. پدر وی از تجار محلی بود و وی پس از اتمام تحصیلات دبیرستان وارد دانشکده حقوق و علوم سیاسی دانشگاه تهران شد. وی پس از آن در سال ۱۳۵۰ در دادگستری استخدام شده ابتدا دادیاردادسرای اردبیل و سمت بازپرسی دادگستری در همان منطقه شد او تا تیر سال ۱۳۵۷ در دادگستری فعالیت نموده و در آن سال به دلیل اعتراض به سیستم حاکم استعفا کرد.
پس از انقلاب میرغفاری ابتدا با حکم قدوسی دادستانی انقلاب اسلامی اصفهان و سپس به عنوان دادستان شیراز فعالیت کرده و یکی از اقدامات مهم وی مقاومت در برابر صادق خلخالی و اعلام م یکند که که صادق خلخالی قانوناً حاکم شرع دادگاه ویژه مواد مخدر است و قضاوت او در دیگر پرونده‌ها مجوز قانونی ندارد. میرغفاری بعد از آن به دستور بهشتی به عنوان عضو حقوقدان دادگاه انقلاب اسلامی مرکز در اوین مشغول کار شد. وی سپس به دعوت محقق داماد ریاست سازمان بازرسی کل کشور به عنوان قاضی سازمان بازرسی کل کشور به این مجموعه رفت و در سال ۱۳۶۲ دوباره رسماً به عنوان کارمند قوه قضائیه استخدام شد.
او در سال ۱۳۶۷ نامزد نمایندگی مجلس شد و در پی انتخاب به سمت نمایندگی اعتبارنامه وی توسط مجلس شورای اسلامی به تصویب نرسید. کمیسیون اعتبارنامه مجلس سوم وی را به دلیل گزارش وزارت اطلاعات و عدم التزام عملی به احکام اسلام با ۱۱ رای از ۱۲ رای رد کرد. از جمله مخالفان تصویب اعتبارنامه وی می‌توان از عباس دوزدوزانی از فرماندهان اولیه سپاه و مرضیه حدیدچی اشاره کرد که حدیدچی علت مخالفت خود را با میرغفاری داشتن عکس وی با فردی شراب خوار بیان نمود.
کرسی نمایندگی مردم تالش در مجلس شورای اسلامی از سال ۱۳۶۷ تا ۱۳۶۹ خالی ماند. در انتخابات میاندوره ای وی نامزد  شده و با کسب ۲۶ هزار و ۴۴۳ رای و ۳۶ و یک دهم درصد از مجموع ۷۳ هزار و ۳۳۲ رای به عنوان نماینده منطقه تالش انتخاب شد. وی از سال ۱۳۶۹ تا ۱۳۷۱ عهده‌دار کرسی نمایندگی طوالش و عضو کمیسسون اصل ۹۰ مجلس بود و در انتخابات بعدی کاندید نشد.